# Le Procès Goldman
Pour plus de détails, voir Fiche technique et Distribution.
Le Procès Goldman est un film français réalisé par Cédric Kahn et sorti en 2023,. Il raconte le second procès de Pierre Goldman qui donne lieu à son acquittement au printemps 1976, la condamnation à la prison à perpétuité de décembre 1974 dans l'affaire du double meurtre du 19 décembre 1969, ayant été annulée par la Cour de cassation. Le film mêle au second procès quelques détails du premier et des éléments fictifs, ce qui a été critiqué par la veuve de l'acquitté, la cinéaste Christiane Succab-Goldman.
Il est présenté en ouverture de la Quinzaine des cinéastes du festival de Cannes 2023.

## Synopsis
En avril 1976, se tient le second procès de Pierre Goldman. En prison depuis six ans, il est soupçonné d'avoir tué deux pharmaciennes lors d'un vol à main armé en décembre 1969. Alors qu'il a reconnu dès son arrestation en avril 1970 trois braquages sans envergure, commis un peu avant et après Noël 1969, il clame cependant son innocence pour le double meurtre perpétré à la même époque, au cours duquel un jeune gardien de la paix courageux a tenté dans la nuit d'arrêter le coupable en fuite.
Après la publication d'un livre dans lequel il dénonce une série d'erreurs dans l'enquête ayant pesé sur le premier procès, il obtient l'annulation du procès par la Cour de cassation et la tenue d'un nouveau procès aux assises. Plusieurs passages de ce livre sont d'ailleurs lus lors du second procès.
Goldman refuse de produire des témoins de moralité, ce qui serait selon lui contradictoire avec le pardon qu'il demande pour les hold-up de Noël 1969, en priorité à son père et à sa belle-mère. Il tient par ailleurs se montrer digne de la mémoire de la Shoah transmise par sa mère naturelle, expulsée après la guerre car soupçonnée d'espionnage au profit de l'Union soviétique, qu'il rejoignait les étés en Pologne.
Son père Alter Mojsze Goldman, ex-héros de la résistance juive polonaise et communiste de la première heure, mais aussi sa compagne et future épouse Christiane Succab-Goldman, ainsi que le groupe d'Antillais chez qui il était le soir du double meurtre, sont questionnés par un ténor du barreau, Henri-René Garaud, classé à droite, qui multiplie les passes d'armes avec Georges Kiejman, classé à gauche et défendant Goldman. Chaque partie tente de gérer au mieux les nombreux supporters des deux camps présents dans la salle d'audience, illustrant « les passions, convulsions et scissions françaises », déjà à l'œuvre dans les années 1970.
Persuadé qu'il est victime d'une justice bourgeoise et d'une police raciste, l'accusé se montre combatif et déstabilise parfois ses nouveaux avocats, notamment le jeune Georges Kiejman, qui fait ses débuts au pénal et que son client froisse, mais sans le décourager, en le traitant de « juif de salon » dans une lettre adressée à un autre de ses avocats. Henri-René Garaud, quant à lui, se moque par exemple de la mobilisation d'intellectuels politisés à la veille du second procès et réclame, avec parfois le soutien du président du tribunal, l'équilibre des temps de parole, ou veille encore à plusieurs reprises à ce que la présence bruyante de supporters ne pèse pas sur les témoins de l'accusation.
Joël Lautric, un des amis antillais de Goldman, admet avoir modifié plusieurs fois ses témoignages pendant l'instruction. Il soutient finalement la défense et demande humblement pardon à l'accusé. De son côté, Georges Kiejman se révèle hésitant sur la plaidoirie à adopter mais il répertorie les contradictions des témoins de l'accusation.

## Fiche technique
Sauf indication contraire ou complémentaire, les informations mentionnées dans cette section peuvent être confirmées par les bases de données Allociné et IMDb,.
- Titre original : Le Procès Goldman
- Titre provisoire : Je suis innocent parce que je suis innocent
- Réalisation : Cédric Kahn
- Scénario : Cédric Kahn et Nathalie Hertzberg
- Photographie : Patrick Ghiringhelli
- Son : Elisha Albert, Thomas François et Erwan Kerzanet
- Montage : Yann Dedet
- Production : Benjamin Elalouf
- Société de production : Moonshaker, en association avec les SOFICA Cinémage 17, Indéfilms 11, SG Image 2021
- Société de distribution : Ad Vitam Distribution (France)
- Budget : 2,6 millions d'euros
- Pays de production :  France
- Langue originale : français
- Format : couleur — 1,33:1 — son 5.1
- Genre : drame, policier, film de procès, historique
- Durée : 115 minutes
- Dates de sortie : 
  - France : 17 mai 2023 (Quinzaine des cinéastes du festival de Cannes 2023)[7],[8] ; 27 septembre 2023 (sortie nationale)

## Distribution
- Arieh Worthalter : Pierre Goldman
- Arthur Harari : maître Georges Kiejman
- Stéphan Guérin-Tillié : le président
- Nicolas Briançon : maître Henri-René Garaud, l'un des avocats des victimes
- Aurélien Chaussade : l'avocat général
- Christian Mazucchini : maître Bartoli, un des trois avocats de Goldman
- Jeremy Lewin : maître Chouraqui
- Jerzy Radziwiłowicz : Alter Goldman, père de Pierre Goldman
- Chloé Lecerf : Christiane Succab-Goldman, future épouse de Pierre Goldman et mère de son fils
- Laetitia Masson : la psychiatre
- Didier Borga : commissaire Jobard
- Arthur Verret : Monsieur Aubert, veuf de la pharmacienne
- Priscilla Lopes : Mme Carrel
- Paul Jeanson : l'agent Quinet
- François Favrat : commissaire Leclerc
- Maxime Tshibangu : Joël Lautric, l'un des amis chez qui était Goldman le soir du crime[9]
- Prescillia Martin : mademoiselle Lecoq
- Romain Parent : inspecteur Goussard
- Lucas Olmedo : Oswaldo Baretto
- Ulysse Dutilloy-Liégeois : Jean-Jacques Goldman (non crédité)

- Christophe Haquette : juré

## Travail et choix du scénario

### Dialogues reconstitués exclusivement
Le scénario est entièrement fait de la reconstitution de dialogues et conversations tenues durant le procès en 1976, la plupart du temps à l'audience, beaucoup plus rarement dans les coulisses. Il ne comporte aucun entretien ou commentaire réalisé par l'auteur ou de tierces personnes, ni de rappels de la personnalité de l'accusé ou des faits pour lesquels il comparaît, exclusivement présentés au spectateur via les dialogues d'avril-mai 1976, reconstitués à partir de la couverture des audiences par la presse de l'époque.

### Dépouillement des archives de presse de l'époque
Le film s'appuie sur un important travail d'enquête effectué par la scénariste Nathalie Hertzberg, en dépouillant les archives des journaux ayant couvert en 1976 le second procès à Amiens, afin de s'approcher le plus près possible de la réalité des débats, en les confrontant avec des documents officiels comme les traces de leur plaidoiries conservées par les avocats ou les lettres échangées à l'époque. La scénariste Nathalie Hertzberg a rédigé une synthèse de 300 pages, ensuite ramenée à 90, de ce travail d'archives, sur laquelle s'est basé le scénario.

### Éléments fictifs
Des éléments fictifs ont été ajoutés, notamment la présence supposée par les auteurs de la veuve de Pierre Goldman, ou encore des dialogues ou d'autres éléments trouvés dans des biographies, ce qui fait dire au réalisateur du film que « C'est de la fiction, mais avec beaucoup de vrai ».

### Utilisation des courriers de l'époque
Dès la première séquence du film, le texte réel d'une lettre signée à l'époque par Pierre Goldman est lue par son destinataire Francis Chouraqui. La lettre déborde de défiance envers Georges Kiejman, l'autre avocat de la défense, à qui Chouraqui la lit, juste après l'avoir reçue, quelques jours avant le procès, produisant un effet d'humour noir : plusieurs fois Chouraqui s'interrompt, atterré par les conséquences possibles de ce courrier incendiaire, mais Georges Kiejman lui demande de poursuivre, sans parvenir à dissimuler les sentiments que la lettre lui inspire, notamment quand lui, issu d'un milieu très modeste, est traité de « juif de salon ». Goldman décide ensuite finalement de le conserver comme avocat.
Chouraqui et Kiejman, respectivement destinataire et objet de la lettre, ont été interviewés.

### Travail avec Michaël Prazan
Les réalisateurs ont choisi de ne pas recourir à des historiens et de ne pas consulter la famille ni d'autres personnes ayant été présentes aux procès, hormis les avocats. Ils ont à ce sujet consulté l'écrivain Michaël Prazan, auteur d'une biographie contestée,. Il « nous a notamment présentés aux avocats de Pierre Goldman, Georges Kiejman et Francis Chouraqui, dont nous avons recueilli les souvenirs », a déclaré le réalisateur dans la presse.

### Mise au point de la veuve de Pierre Goldman
La cinéaste Christiane Succab-Goldman, veuve de Pierre Goldman, a effectué une mise au point dans Le Monde du 4 octobre 2023, sous la forme d'une interview confirmant qu'elle a assigné Cédric Kahn en référé, pour exiger qu'un carton signale « le caractère fictif de sa présence au tribunal » et des propos que le film « fait tenir à mon personnage ». Le tribunal a rejeté cette demande le 22 septembre, considérant qu'existait déjà au générique un carton signalant l'existence des quelques rares scènes inventées. La veuve du personnage principal a mentionné dans la presse deux autres désaccords majeurs avec le film, car il ne mentionne pas dans la première scène que la lettre très sévère de Pierre Goldman envoyée à son avocat Francis Chouraqui, envisageant de se séparer de son avocat Georges Kiejmann, était principalement motivée par la stupeur d'apprendre que Kiejman avait « omis de déposer à temps un recours au civil de la même façon qu'au pénal, si bien que sa condamnation définitive au civil l'a contraint à devoir payer de lourds dommages et intérêts aux victimes », notamment le gendarme gravement blessé par le meurtrier jamais retrouvé, « et donc à passer symboliquement pour coupable dans une affaire dont il était réputé au pénal innocent ». Autre démenti de la veuve, le film fait selon elle « peu de cas de la fraternité qui existait » entre Kiejman et Goldman, malgré cet accroc, le mari et père de son fils n'étant pas, selon elle, « l'homme incontrôlable » que semble parfois montrer le film, d'autant que « tous les comptes rendus de l'époque attestent que Pierre est resté durant le procès très factuel, mesuré et concentré. »

## Tournage

### Technique du tournage chronologique
Le metteur en scène du film de 2023 a tenté de prendre en compte le plus fidèlement possible la présence en 1976 à Amiens de plus d'une dizaine de supporters dans la salle d'audience, pour chacune des deux parties, qui applaudissent parfois bruyamment des épisodes du procès. Il a utilisé pour cela la technique du tournage chronologique : les figurants de chacun des deux camps ne sont pas informés à l'avance du script ni du résultat du travail d'enquête effectué par la scénariste : ils réagissent simplement à ce à quoi ils assistent en fonction de leurs sentiments personnels, un épisode après l'autre.

### Technique de la triple caméra
Le tournage s'est tenu à l'été 2022, avec trois caméras suivant en même temps les personnages, le plus souvent en plan moyen. Les gros plans sont quasiment absents, mais les trois caméras permettent d'obtenir différents points de vue du procès, au sens physique du terme.

### Technique de l'éclairage naturel
Pour filmer le huis-clos du tribunal, le cinéaste a choisi de « construire sur un ancien terrain de tennis un décor de tribunal surmonté d'une verrière permettant un éclairage naturel », entièrement en lumière du jour grâce à une verrière de toit. Tourné à l'été, par 30 degrés, cette verrière de toit et ce décor difficile à gérer provoqueront l'évanouissement de plusieurs figurants pendant le tournage, ceux-ci étant habillé avec de chauds vêtements d'époque.

### Absence de musique et répartition des silences éloquents
Cédric Kahn a choisi de tourner « sans musique d'accompagnement » et laissé des silences éloquents après des temps forts du procès, équitablement répartis entre ceux ayant bénéficié aux deux parties.

## Sortie et accueil

### Accueil critique
En France, le site Allociné propose une moyenne de 4,5⁄5, d'après l'interprétation de 35 critiques de presse.
Pour Jean-Christophe Buisson du Figaro, « Cédric Kahn reconstitue avec maestria le procès du gauchiste Pierre Goldman ».

### Box-office
| Pays ou région | Box-office      | Date d'arrêt du box-office | Nombre de semaines |
| -------------- | --------------- | -------------------------- | ------------------ |
| France         | 351 881 entrées | en cours                   | 12                 |
| Total mondial  | 2 816 884 $     | en cours                   | 12                 |

## Distinctions

### Récompenses
- César 2024 : Meilleur acteur pour Arieh Worthalter
- Lumières 2024 : Meilleur acteur pour Arieh Worthalter
- Magritte 2024 :  Meilleur acteur pour Arieh Worthalter

### Nominations
- César 2024 :
  - Meilleur film
  - Meilleure réalisation
  - Meilleur scénario original
  - Meilleur acteur dans un second rôle pour Arthur Harari
  - Meilleure photographie
  - Meilleur montage
  - Meilleur son
  - César des lycéens

- Lumières 2024 :
  - Meilleur film
  - Meilleure mise en scène pour Cédric Kahn
  - Meilleur scénario pour Nathalie Hertzberg et Cédric Kahn
  - Révélation masculine pour Arthur Harari

### Sélection
- Festival de Cannes 2023 : sélection à la Quinzaine des cinéastes, en compétition